# Cup mudra
Cup mudra, ook wel schaalgebaar, is een mudra in hatha yoga.
Een mudra (Sanskriet voor 'zegel' of 'gebaar') is een term die teruggaat op de klassieke teksten van de veda's en betekent in dit geval dat de hand in een bepaalde stand wordt gehouden waardoor er prana op een bepaalde manier door geleid wordt. Mudra's worden voornamelijk beoefend tijdens het mediteren.
In de cup mudra zijn de handen bovenop elkaar gelegd, zodat ze een schaal vormen. De handen volgen de benen in de kleermakerszit, zodat de rechterhand in de linkerhandel ligt wanneer ook het rechterbeen op het linkerbeen ligt en andersom. De puntjes van de duimen raken elkaar hierbij aan. Aan de vingers wordt een verschillende betekenis toegeschreven. De duim in deze mudra staat voor de goddelijke energie. Het is het symbool voor wilskracht dat niet geconditioneerd is door karma.